# Lambert de Lió
Lambert o Lantbert de Lió o de Fontenelle (Quernes (Pas de Calais), França, ca. 625 - Lió, 688) fou abat de Fontenelle i bisbe de Lió. És venerat com a sant per diverses confessions cristianes. Després de mort fou canonitzat i la seva festa se celebra el 14 d'abril.
La biografia de Lambert només es conserva en part i en falta la meitat. Segons ella, en la seva joventut Lambert servia a la cort merovíngia de Clotari III, abans que es decidís per fer vida religiosa. Va ingressar a l'Abadia de Fontenelle (Sena Marítim, Picardia) i va rebre la tonsura del seu fundador Vandregisil de Fontenelle. En 668, sobre el seu llit de mort, Vandregesil va recomanar que el seu successor en l'abadiat fos Lambert o, si no, Ansbert de Rouen. Els monjos escolliren Lambert, que tenia més edat, sense que hi hagués enveges o competència entre tots dos.
En els conflictes esdevinguts després de la mort del rei Clotari III, Lambert va mantenir l'abadia neutral i, per seguretat, va guardar el tresor reial al monestir de Schenkungen, que va lliurar al nou rei Khilderic II i a la reina Baltilda.
Abat fins a 677 o 679, fou elegit llavors bisbe de Lió. Morí en aquest càrrec entre 683 i 688.